# Operació Litani
Operació Litani és el nom en codi de la invasió que les Forces de Defensa d'Israel van efectuar el 1978 al sud del Líban fins al riu Litani, a fi de liquidar les bases palestines que duien a terme infiltracions guerrilleres contra Israel. Va ser un èxit militar, ja que les forces de l'Organització per a l'Alliberament de Palestina van haver de retirar-se cap al nord del riu. Les objeccions del govern libanès van conduir a la creació d'una força pacificadora de les Nacions Unides (UNIFIL) i a una posterior retirada parcial israeliana.

## Antecedents
A partir d'1968, tot i la Guerra Civil Libanesa i l'ocupació siriana, l'OAP i altres organitzacions armades palestines van establir en aquells dies una estructura gairebé estatal al sud del Líban, que comparteix frontera amb Israel, utilitzant-la com a base per a atacs terroristes contra objectius civils al nord d'Israel. Això es va veure agreujat per una afluència de 3.000 militants de l'OAP que van fugir d'una derrota a la guerra civil de Jordània i el seu posterior reagrupament al sud del Líban. Durant anys, Israel es va limitar a respondre les incursions des del sud del Líban mitjançant represàlies puntuals. L'escalada de violència finalment va culminar amb l'Operació Pau per Galilea i l'expulsió de l'OAP de la regió.
L'11 de març de 1978 un escamot palestí de Fatah es va infiltrar a través de la frontera libanesa i va assassinar un turista nord-americà a la platja, apoderant-se a continuació d'un autobús a la carretera costanera prop de Haifa, i posteriorment segrestant un segon autobús a la ruta a Tel-Aviv, causant la mort de 38 civils i 76 ferits israelians. Aquest atac (la Massacre de la carretera de la costa) va ser el desencadenant perquè, tres dies després, el govern de Menahem Beguín ordenés que les Forces de Defensa d'Israel ocupessin una àrea d'uns 1.000 quilòmetres quadrats al sud del Líban, per tal d'eliminar les bases dels fedaïns palestins.
El conflicte entre Israel i l'OAP i les creixents tensions polítiques entre els maronites cristians i els drusos contra els musulmans, es van agregar als factors de la Guerra Civil Libanesa entre els anys 1975-1990.

## Curs dels combats
El 14 de març de 1978, Israel va llançar l'Operació Litani, ocupant la zona sud del Riu Litani, amb excepció de Tir, amb més de 25.000 soldats. Els seus objectius declarats eren per empènyer els grups militants palestins, en particular l'OAP, lluny de la frontera amb Israel, i per reforçar l'aliat d'Israel en el moment, l'Exèrcit del Sud del Líban, a causa dels atacs contra els cristians libanesos i jueus, i per l'incessant bombardeig al nord d'Israel. Durant els 7 dies de l'ofensiva, les Forces de Defensa d'Israel comandades per Mordekhay Gur van capturar inicialment una faixa de terra d'aproximadament 10 quilòmetres de profunditat, expandint-la després al nord del riu Litani. Durant l'operació van morir 20 soldats israelians i entre 1.100 i 2.000 militants de l'OAP.
La majoria dels palestins va aconseguir fugir al nord el Riu Litani. Abans de retirar-se, Israel va crear una "zona de seguretat» al sud del riu Litani, amb població maronita i lliurant el control militar a l'Exèrcit del Sud del Líban, la milícia cristiana aliada d'Israel.
Després de sis dies, el 21 de març, el Ministre de Defensa d'Israel, Ezer Weizman, va ordenar a les forces de l'exèrcit iniciar la retirada de la frontera internacional. Aquesta pràctica va durar tres mesos, culminant al juny

## Resultat de l'operació
Per la seva banda, el Consell de Seguretat de l'ONU aprova les resolucions 425 i 426 i va crear Força Provisional de les Nacions Unides per al Líban. Les forces de la UNIFIL van arribar al Líban el 23 de març de 1978, creant la seu a Naqoura, desplegant 6.000 soldats per tal de mantenir desmilitaritzada la zona de seguretat al sud del riu Litani. Encara que l'eficàcia d'UNIFIL va ser escassa, va suposar un segon filtre per a Israel davant les incursions palestines.